# Appel à papiers
Un appel à papiers ou à communications, ou Call For Papers (CFP) en anglais, est une méthode académique pour rassembler des livres, articles de journaux ou présentations de conférences. L'appel à papiers décrit les thématiques sur lesquelles doivent porter les contributions, il contient aussi les informations concernant les dates limites ainsi que les membres du comité qui vont évaluer les contributions. L'appel à papiers est en général diffusé par courrier électronique sur des listes de diffusion spécialisées, il est aussi mis en ligne sur des sites recensant les appels à papiers.